# 24：逆轉時空
《24：逆轉時空》（英語：24）是一部2016年印度泰米爾語科幻動作片，由維克拉姆·庫馬爾編導，蘇芮亞的2D娛樂製作。蘇芮亞在片中一人分飾三角，與薩曼莎及尼蒂亞·曼南搭檔主演；莎蘭妮亞·龐萬南、阿傑、吉里什·卡納德、莫漢·拉曼、蘇達、薩蒂安和查爾則擔任配角。電影講述科學家賽朱拉曼（Sethuraman）發明了一支时间旅行手錶，但他的雙胞胎兄長阿塞亞（Athreya）意圖奪取之。
本片的開發可以追溯至2009年，當時由維克拉姆與艾莉安娜·迪古斯主演。2010年2月，因導演、製片人、演員三方意見不合，劇本還遭拒，項目被迫中止。2014年8月，蘇芮亞同意參與製作本片並擔任主演。電影2015年4月展開主要拍攝，同年11月宣告殺青；拍攝地點包含孟買、纳西克、戈雷加奧恩、浦那、波蘭和欽奈。蒂魯擔任攝影指導，普拉溫·普迪負責剪輯；電影歌曲及背景音樂由A·R·拉赫曼譜寫，瓦伊拉穆圖及馬德汗·卡奇作詞。
《24：逆轉時空》2016年5月6日於印度上映。本片口碑票房雙收，並在第64屆印度國家電影獎上贏得最佳攝影及最佳藝術指導大獎；蘇芮亞榮獲第64屆南印度電影觀眾獎的評論獎最佳男主角。

## 劇情
1990年，賽朱拉曼是科學家兼鳳凰錶業（Phoenix Watch Company）的著名錶匠，與妻子普瑞雅及年幼的兒子「曼尼」曼尼坎丹一起生活。1月13日，賽朱拉曼成功發明了一支能操控時間的手錶「項目24」（Project 24），引來他的黑幫雙胞胎兄長阿塞亞企圖奪取之，並殺死了普瑞雅；阿塞亞只拿到了藏手錶盒子的鑰匙。受傷的賽朱拉曼無法使用手錶，只能設法帶著兒子逃跑並登上火車，阿塞亞則緊追不捨。賽朱拉曼將兒子託付給火車上一位名為薩提亞巴瑪的女子，之後被阿塞亞槍殺。但他成功欺騙了阿塞亞，讓對方誤以為有炸彈而急忙跳下火車。阿塞亞生前將鎖著手錶的盒子與曼尼放在一塊，而他與養母從未能打開盒子，所以無從得知內容物。
26年後，即2016年，曼尼如今已成為才華橫溢的錶匠，相信薩提亞巴瑪是自己的生母。盒子的鑰匙經過一連串的巧合，最終落入了曼尼的手中，曼尼打開盒子並弄清楚了手錶的功能：除了能倒轉、加速時間，亦能凍結時間30秒。曼尼之後愛上了來修錶的女孩薩提亞。與此同時，躺在病床上的阿塞亞時隔26年後突然甦醒，得知自己雖然倖存但下半身癱瘓，年事已高，由信任的助手米特拉照顧著。
阿塞亞不滿失去26年的青春，決定利用手錶來回到26年前。米特拉以鳳凰錶業的名義發布了一則廣告，懸賞5000萬盧比尋找遺失的手錶。曼尼從友人沙拉瓦南那得知此事，認為刊登廣告者知曉手錶的來歷，於是製作了一塊假錶，並與沙拉瓦南一起前往鐘錶公司。阿塞亞發現，只有曼尼的假錶仿造了背面，意識到假錶的主人持有原品，於是逮到曼尼及沙拉瓦南，開始毆打他們。阿塞亞殺死了曼尼，更砍斷了曼尼戴著錶的手腕，之後為錶通電。欣喜若狂的阿塞亞逆轉了時間，卻發現手錶只能將佩戴者移動至24小時前或後；他認為只有曼尼才能升級手錶，於是再度逆轉了時間，令曼尼重生。阿塞亞決定讓曼尼相信自己是賽朱拉曼，並假裝自己因不治之症而瀕臨死亡。
現今，阿塞亞偽裝成賽朱拉曼，與曼尼相認，並誘騙他升級手錶，以實現更大範圍的時間跳躍。曼尼得知了阿塞亞的真實身份以及自己生父母死亡的真相，但仍升級了手錶。他欺騙阿塞亞說出自己父母的死亡日期，並回到1990年警告他們。但就在自己進行時間跳躍時，阿塞亞設法抓住了手錶，導致兩人一起回到了1990年。回到過去，阿塞亞身體健在，並帶人馬闖進賽朱拉曼的房子，而此時的曼尼仍只是個不會說話的嬰兒。賽朱拉曼在曼尼的嬰兒床上發現了升級版的手錶，意識到是兒子所為，但普瑞雅疑問為何兒子會回到自己不能說話的時代；賽朱拉曼推斷出曼尼回到過去是為了警告他們。賽朱拉曼在被阿塞亞追殺時，成功為手錶通電以啟動時間凍結，藉此殺死了阿塞亞。
賽朱拉曼應普瑞雅的要求扔掉了手錶，之後一家三口登上火車，結識了還年輕的薩提亞巴瑪。賽朱拉曼自稱為科學老師，薩提亞巴瑪則介紹他加入自家建立的學校，賽朱拉曼和普瑞雅就此展開新的生活。在片尾，孩提時期的曼尼與薩提亞交談著。

## 演員
- 蘇芮亞飾演
  - 「曼尼」曼尼坎丹（Manikandan "Mani"）：鐘錶技師，賽朱拉曼之子。
  - 阿塞亞（Athreya）：賽朱拉曼的雙胞胎兄長，鳳凰錶業（Phoenix Watch Company）的董事長。
  - 賽朱拉曼博士（Dr. Sethuraman）：科學家，鳳凰錶業的功臣，阿塞亞的雙胞胎弟弟，曼尼之父。
- 薩曼莎（英语：Samantha Ruth Prabhu）飾演「薩提亞」薩提亞巴瑪（Sathyabhama "Sathya"，由欽馬伊（英语：Chinmayi Sripada）配音）：曼尼的愛人。
- 尼蒂亞·曼南（英语：Nithya Menen）飾演普瑞雅·賽朱拉曼（Priya Sethuraman）：賽朱拉曼之妻。
- 莎蘭妮亞·龐萬南（英语：Saranya Ponvannan）飾演薩提亞巴瑪（Sathyabhama）：曼尼的養母。
- 阿傑（英语：Ajay (actor)）飾演米特拉（Mithran）：鳳凰錶業的總經理，阿塞亞的心腹。
- 吉里什·卡納德（英语：Girish Karnad）飾演薩提亞的祖父
- 莫漢·拉曼（英语：Mohan Raman）飾演拉古（Raghu）：薩提亞之父。
- 蘇達（英语：Sudha (actress)）飾演薩提亞之母
- 薩蒂安（英语：Sathyan (Tamil actor)）飾演沙拉瓦南（Saravanan）：曼尼的鄰居兼朋友。
- 查爾（英语：Charle）飾演雷迪亞（Reddiyar）：廢品店老闆。
- 阿普庫蒂（英语：Appukutty）飾演雷迪亞的員工
- 哈沙·瓦爾丹（英语：Harsha Vardhan）飾演卡萊（Kalai）：效命於阿塞亞的電工。

## 製作

### 早期發展
2009年8月，維克拉姆·庫馬爾宣布將執導名為《24：逆轉時空》（24）的驚悚片。電影由製片人莫漢·納塔拉詹（Mohan Natarajan）支持製作，演員維克拉姆擔任主角。電影配樂由作曲家哈里斯·傑亞拉吉負責，P·C·施瑞安擔任攝影指導。2009年底，電影於欽奈AVM製片廠開拍；劇組還搭建了類似茂密森林和洞穴的佈景。維克拉姆·庫馬爾在欽奈接受《印度時報》採訪時表示，已簽下艾莉安娜·迪古斯出演本片，成為她在泰米爾電影界的出道作。迪古斯為本片提供了2010年2月起的大量日程，以在第二拍攝階段時加入劇組。2010年2月，《24：逆轉時空》的製作陷入停滯之際，維克拉姆·庫馬爾正式宣布放棄本片。導演表示，對電影劇本進行了微調，但遭到演員維克拉姆及製作人的拒絕。。此外，製作停擺的另一項原因是即使製作費用不斷增加，導演仍未能呈交完整的劇本。維克拉姆·庫馬爾也澄清，尚未放棄《24：逆轉時空》，並在修改劇本的同時聯繫另一位主演。他接洽了馬赫希·巴布，巴布雖然很喜歡劇本，但質疑了自己一人分飾三角的能力，最終拒絕了維克拉姆·庫馬爾的邀請。

### 計畫重啟
2014年8月，蘇芮亞的製片公司2D娛樂透過官方推特帳號宣布了本項目。2014年10月，A·R·拉赫曼被官方宣佈為本片的原聲帶及配樂作曲家。蘇芮亞擔任男主角。重啟後的電影主線劇情與維克拉姆的版本相同，但多年來，維克拉姆·庫馬爾已改寫了劇本，以新的視角來講述故事。蘇芮亞在一次訪談中，指出了劇情的核心：「人類無法控制的一件事就是『時間』，但若真有能力辦到呢？這便是電影《24：逆轉時空》的核心主題。」

### 選角
蘇芮亞在片中一人分飾三角，並以不同的方式登場五次；其中一個角色是反派，電影為他設計了五到六種造型。反派角色阿塞亞（Athreya）既邪惡又聰明，為了滿足自己的慾望不擇手段。製片人在2015年2月確定由薩曼莎出演女主角之前，曾為此接洽了凱瑟琳·崔莎。2015年7月，尼蒂亞·曼南被選中飾演另一位女主角。薩曼莎和尼蒂亞雖然在片中皆扮演蘇芮亞的情人，但各自的角色個性迥異；薩曼莎扮演與曼尼（Mani）搭檔的情人，而尼蒂亞的角色則與賽朱拉曼（Sethuraman）配對。莎蘭妮亞·龐萬南飾演曼尼一角的母親。

### 拍攝
《24：逆轉時空》2015年4月8日在孟買展開主要拍攝。2015年6月初，一首浪漫歌曲在納西克拍攝完成。部分場面在戈雷加奧恩的電影斯坦製片廠拍攝而成。2015年9月，視覺特效工作也在同一製片廠進行。尼蒂亞從2015年8月1日起抵達該市區拍攝自己的戲份。第一階段拍攝行程於2015年9月初完成。同月中旬，劇組在波蘭展開了為期20天的行程。此期間於克拉科夫、茲博羅山、扎科帕內、韋巴、萊溫克沃茲基、耶德利納-茲德魯伊、瓦烏布日赫、布科維采及新布熱斯科拍攝了動作戲和歌曲。克拉科夫公司提供了燈光設備。克拉科夫電影委員會（The Kraków Film Commission）與克拉科夫電影群（Kraków Film Cluster）為本片的拍攝提供了協助。第二階段拍攝行程於2015年9月30日結束。2015年10月26日，劇組在浦那的蘇布拉塔·羅伊·撒哈拉體育場拍攝一場重頭戲；拍攝在一天內完成。當月底，電影最後的拍攝行程在欽奈的阿迪亞拉姆製片廠（Adithyaram Studios）完工。2015年11月2日，劇組宣告電影已殺青。
本片共花費100多天拍攝，其中30天在國外作業。電影涉及視覺特效的內容超過六成，預算達7億盧比。據報導，蘇芮亞沒有使用替身就完成了片中的所有特技。

## 音樂
電影配樂及原聲帶由A·R·拉赫曼譜寫，瓦伊拉穆圖及馬德汗·卡奇為歌曲作詞。原聲帶於2016年4月9日由厄洛斯音樂發行。名為〈笑容〉（Punnagaye）的浪漫歌曲被眾多粉絲視為原聲帶中的最佳作品，但該歌從電影中被刪除，導致粉絲失望。之後多年來，〈笑容〉的片段仍未釋出，僅有一張劇照在網上流傳。

## 行銷
電影預告片於2016年3月4日發表，在YouTube上成為熱門。2016年4月，蘇芮亞與父親席瓦庫馬、弟弟卡錫早上出席欽奈薩蒂亞姆戲院（Sathyam Cinemas）的電影音樂發表會，晚上則在海得拉巴的希爾帕卡拉·韋迪卡中心舉行。預告片、宣傳圖及首張海報均出現了曼尼的滑翔傘運動員形象，但並未在正片中出現。剪輯師普拉溫·普迪稱，滑翔傘是曼尼的嗜好，最初用於該角在印度共和國日駕駛滑翔傘的片段，但因時間限制而刪除。
創意猴子遊戲（Creative Monkey Games）為本片開發了手機遊戲《24：阿塞亞跑酷》（24: Athreya Run）；2016年4月25日發表預告片，2016年5月1日透過應用程式下載平台iOS App商店和Google Play商店上線。

## 發行
《24：逆轉時空》在印度由厄洛斯國際及綠色製片室發行，2016年5月6日上映。全球放映銀幕達1950至2000塊；其中美國佔了267塊銀幕。電影2016年5月5日在美國舉行了特別首映。泰盧固市場安得拉邦和特倫甘納邦放映的銀幕共425多塊，綠色製片室亦收回了本片在該市場的發行權，此前的發行權買家為尼廷持有的全球戲院公司（Global Cinemas）。

## 反響

### 票房
《24：逆轉時空》首週末票房結算，在印度的票房為5億盧比，泰盧固語版本貢獻良多。首映週末，特倫甘納邦和安得拉邦的票房為1.7億盧比，與泰米爾納德邦的票房持平。本片在美國161家戲院上映三天，票房超過100萬美元。同期，電影在阿聯酋（36間戲院）和澳大利亞分別獲得了20萬美元、18.7萬澳元的票房。電影在美國上映期間票房收入達160萬美元。據《印度快報》報導，本片的全球票房則超過10億盧比，成為票房熱門。

### 評價
影評人巴拉德瓦吉·蘭甘在《印度教徒報》的評論中稱《24：逆轉時空》為「充滿智慧、歡笑的科幻與瑪撒拉神話集合體。」第一郵報網站的斯里達爾·皮萊（Sreedhar Pillai）評論：「《24：逆轉時空》可謂經典的商業娛樂片，其中不乏精彩之處。」《新印度快報》的馬里尼·曼納斯（Malini Mannath）於影評中寫道：「《24：逆轉時空》包裝精美且清新新穎，值得一看。」《印度時報》的M·蘇甘斯（M. Suganth）為本片給出了4／5星的評分，並評論：「我們很少看到大明星選擇冒險拍攝不簡化或公式化的劇本，尤其是當他最近的幾部電影票房表現不佳時，但蘇芮亞這回出色地完成了此任務。」網站給出了3.3／5分，並稱電影為「一場美麗而輝煌的時間盛宴」。《印度快報》的高塔姆·VS（Goutham VS）打出了了3.5／5星，撰文稱：「蘇芮亞飾演的『阿塞亞』是個值得人們多年後仍銘記在心的角色。導演維克拉姆·庫馬爾能夠處理如此複雜、多層次的劇本，值得讚賞。」影評人克里帕卡爾·普魯索塔曼（Kirubhakar Purushothaman）在《今日印度》撰文稱讚導演是本片的功臣，並給了電影3.5／5星的評分。《每日新闻与分析》的拉塔·斯里尼瓦桑（Latha Srinivasan）評論：「維克拉姆·庫馬爾執導的《24：逆轉時空》是視覺震撼、構思新穎的電影，演員蘇芮亞更在這則時間旅行故事中奉獻了精彩的表演！」她也給本片打了3.5／5星。印亞新聞社在《金融快報》上同樣打出3.5／5星，並稱：「蘇芮亞主演的本片確實雄心勃勃。」。
的影評人將電影評為3.25／5星，並評論：「《24：逆轉時空》完全主打蘇芮亞。電影以他的視角展現了每一種情感；從愛到喜劇，從痛苦到復仇，皆由他一一展現，並在片中一人分飾三名主角。」《德干紀事報》的阿努帕瑪·蘇布拉馬尼亞姆（Anupama Subramaniam）為本片打了3／5星，並稱其為「製作精良、構思巧妙的科幻驚悚片。」《Mid-Day》報紙的舒巴·薛蒂-薩哈（Shubha Shetty-Saha）的評分同樣為3／5星，並在影評中寫道：「《24：逆轉時空》可謂科幻電影製作的絕佳嘗試，但埋沒了在劇本創作階段投入的大量心血與想法。」她認為劇本雖然優異，但仍存在著難以忽視的缺陷，尤其是一些漏洞、不合理之處。雷迪夫網的S·薩拉斯瓦蒂（S Saraswathi）認為：「《24：逆轉時空》是製作精良的娛樂片，值得花錢花時間觀賞。」Sify網站的影評人打出3／5星並稱：「維克拉姆·庫馬爾的蘇芮亞科幻片《24：逆轉時空》可謂在商業框架上執行良好、思維慎密之作。」《印度斯坦時報》的高塔曼·巴斯卡蘭（Gautaman Bhaskaran）則給本片打了2.5／5星，評論：「雖然薩蒂亞與曼尼的愛情故事愚蠢至極，讓劇情扣了不少分，但曼南、薩曼莎及蘇芮亞的精彩表演神奇地為電影帶來了喘口氣的空間。」
本片在海外也備受讚譽。Twitch Film網站的J·赫爾塔多（J Hurtado）評論道：「《24：逆轉時空》充滿了驚喜與歡樂，可謂扣人心弦、創意十足、浪漫、充滿動作的冒險故事，堪稱瑪撒拉娛樂界的巔峰之作；始終牢記宗旨：讓觀眾感到刺激、值回票價。」《海灣新聞》的米蒂利·拉瑪錢德蘭（Mythily Ramachandran）在影評中總結稱本片的觀影體驗樂趣十足，「這部穿越時空的電影憑藉主演精彩且常常令人捧腹的表演而贏得嘉獎。」

### 獎項
《24：逆轉時空》在2017年阿南達·維卡坦電影獎上獲得最佳視覺效果及最佳藝術指導獎。本片在第64屆印度國家電影獎上則贏得最佳攝影及最佳藝術指導大獎。
| 獎項                | 頒發日期              | 類別                 | 獲獎者或提名者                                        | 結果 | 來源          |
| ------------------- | --------------------- | -------------------- | ----------------------------------------------------- | ---- | ------------- |
| 阿南達·維卡坦電影獎 | 2017年1月13日         | 最佳藝術指導         | 蘇布拉塔·查克拉瓦西（Subrata Chakraborthy）、阿米特·雷（Amit Ray）                | 獲獎 | [ 69 ]        |
| 阿南達·維卡坦電影獎 | 2017年1月13日         | 最佳視覺效果         | 朱利安·特魯塞利爾（Julien Trousselier）                                 | 獲獎 | [ 69 ]        |
| 愛迪生獎            | 2017年3月11日         | 最佳主角             | 蘇芮亞                                                | 獲獎 | [ 70 ]        |
| 愛迪生獎            | 2017年3月11日         | 最佳反派             | 蘇芮亞                                                | 獲獎 | [ 70 ]        |
| 南印度電影觀眾獎    | 2017年6月17日         | 最佳南印度攝影       | 蒂魯                                                  | 獲獎 | [ 71 ] [ 72 ] |
| 南印度電影觀眾獎    | 2017年6月17日         | 最佳泰米爾男主角     | 蘇芮亞                                                | 提名 | [ 71 ] [ 72 ] |
| 南印度電影觀眾獎    | 2017年6月17日         | 評論獎最佳男主角     | 蘇芮亞                                                | 獲獎 | [ 71 ] [ 72 ] |
| 南印度電影觀眾獎    | 2017年6月17日         | 最佳泰米爾女主角     | 薩曼莎                                                | 提名 | [ 71 ] [ 72 ] |
| 南印度電影觀眾獎    | 2017年6月17日         | 最佳泰米爾女配角     | 尼蒂亞·曼南                                           | 提名 | [ 71 ] [ 72 ] |
| 南印度電影觀眾獎    | 2017年6月17日         | 最佳泰米爾音樂總監   | A·R·拉赫曼                                            | 提名 | [ 71 ] [ 72 ] |
| 南印度電影觀眾獎    | 2017年6月17日         | 最佳泰米爾作詞人     | 馬德汗·卡奇—〈我是你的〉（Naan Un）                          | 提名 | [ 71 ] [ 72 ] |
| 南印度電影觀眾獎    | 2017年6月17日         | 最佳泰米爾代唱男歌手 | 席德·斯里拉姆—〈五月網〉（Mei Nigara）                          | 提名 | [ 71 ] [ 72 ] |
| 南印度電影觀眾獎    | 2017年6月17日         | 最佳泰米爾代唱女歌手 | 欽馬伊—〈我是你的〉                                   | 提名 | [ 71 ] [ 72 ] |
| 印度國家電影獎      | 2017年5月3日          | 最佳攝影             | 蒂魯                                                  | 獲獎 | [ 73 ] [ 74 ] |
| 印度國家電影獎      | 2017年5月3日          | 最佳藝術指導         | 蘇布拉塔·查克拉瓦西、什雷亞斯·赫德克爾（Shreyas Khedekar）、阿米特·雷 | 獲獎 | [ 73 ] [ 74 ] |
| 南印度國際電影獎    | 2017年6月30日至7月1日 | 最佳泰米爾男主角     | 蘇芮亞                                                | 提名 | [ 75 ]        |
| Zee電影獎           | 2017年3月25日         | 年度南方風雲人物     | 蘇芮亞                                                | 獲獎 | [ 76 ]        |

## 爭議
2015年4月，寶萊塢演員安尼·卡浦爾幾年前已從二十世紀福克斯國際電視台購買了美國電視劇《24小時反恐任務》翻拍權，但認為《24：逆轉時空》的片名及標誌與《24小時反恐任務》相似，計劃對2D娛樂提起訴訟。卡浦爾擁有原版節目192集的版權，期限為四年，可延長至十年；他的律師為此案辯護，稱卡浦爾持有的印度虛構類電視節目授權協議可謂業界協議之最。他們原計劃對蘇芮亞及其2D娛樂提起法律訴訟，但雙方於2015年4月達成和解。

## 未來
電影上映後，導演維克拉姆·庫馬爾表示，續集計畫名為《24：解密時空》（24: Decoded），並暗示阿塞亞倖存了下來。剪輯師普拉溫·普迪稱，續集可能包含被刪除的滑翔傘片段。此外，導演也計劃製作一部前傳，以深入闡述阿塞亞與賽朱拉曼之間的關係如何惡化。2020年6月，維克拉姆·庫馬爾聲稱，自己與蘇芮亞早在《24：逆轉時空》上映前就已開始構思續集，目前正在撰寫續集的劇本，「我們不想為了拍而拍，而決定只有找到完美的故事才會開拍。我現在正在寫劇本，滿意了推薦給蘇芮亞先生。」據2022年7月的報導，維克拉姆·庫馬爾準備好了續集的故事情節，電影將以阿塞亞為主。

## 外部連結
- 互联网电影数据库（IMDb）上《24：逆轉時空》的资料（英文）